# Гипергеометрическая функция
Гипергеометри́ческая фу́нкция (функция Гаусса) — одна из специальных функций. Определяется внутри круга {\displaystyle |z|<1} как сумма гипергеометрического ряда
{\displaystyle F(a,b;c;z)=1+\sum _{k=1}^{\infty }\left[\prod _{l=0}^{k-1}{(a+l)(b+l) \over (1+l)(c+l)}\right]z^{k}=1+{\frac {ab}{c}}{\frac {z}{1!}}+{\frac {a(a+1)\cdot b(b+1)}{c(c+1)}}{\frac {z^{2}}{2!}}+{\frac {a(a+1)(a+2)\cdot b(b+1)(b+2)}{c(c+1)(c+2)}}{\frac {z^{3}}{3!}}+\dots ,}
а при {\displaystyle |z|>1} — как её аналитическое продолжение. Она является решением линейного обыкновенного дифференциального уравнения (ОДУ) второго порядка {\displaystyle z(1-z){\frac {d^{2}u}{dz^{2}}}+\left(c-(a+b+1)z\right){\frac {du}{dz}}-ab\,u=0,} называемого гипергеометрическим уравнением. Гипергеометрический ряд может рассматриваться как обобщение геометрического ряда (отсюда название); частный случай гипергеометрической функции {\displaystyle F(1,b;b;z)=1+z+z^{2}+z^{3}+\dots \,} является суммой геометрического ряда.

## История
Термин «гипергеометрический ряд» впервые был использован Джоном Валлисом в 1655 году в книге Arithmetica Infinitorum. Термин этот относился к ряду, общая формула членов которого имеет вид
{\displaystyle {\frac {1\cdot 3\cdot 5\cdot \ldots \cdot (2n+1)}{2\cdot 4\cdot \ldots \cdot 2n}}.}
Гипергеометрические ряды изучались Леонардом Эйлером, и более подробно Гауссом. В XIX веке изучение было продолжено Эрнстом Куммером, а Бернхард Риман определил гипергеометрическую функцию через уравнение, которому она удовлетворяет.

## Гипергеометрическое уравнение
Рассмотрим дифференциальное уравнение Эйлера
{\displaystyle z(1-z){\frac {d^{2}u}{dz^{2}}}+[c-(a+b+1)z]{\frac {du}{dz}}-abu=0,}
где параметры a, b и c могут быть произвольными комплексными числами. Его обобщение на произвольные регулярные сингулярные точки даётся дифференциальным уравнением Римана. Уравнение Эйлера имеет три особые точки: 0, 1 и {\displaystyle \infty }.
Когда параметр {\displaystyle c} не равен нулю и отрицательным целым числам {\displaystyle (c\neq 0,-1,-2,\ldots ),} регулярное в нуле решение уравнения Эйлера будет можно записать через ряд, называемый гипергеометрическим:
{\displaystyle _{2}F_{1}(a,b;c;z)\equiv F(a,b;c;z)=1+{\frac {ab}{c}}{\frac {z}{1!}}+{\frac {a(a+1)\cdot b(b+1)}{c(c+1)}}{\frac {z^{2}}{2!}}+{\frac {a(a+1)(a+2)\cdot b(b+1)(b+2)}{c(c+1)(c+2)}}{\frac {z^{3}}{3!}}+\dots .}
Эту функцию называют гипергеометрической. Часто применяют обозначение (символ Похгаммера)
{\displaystyle (p)_{n}={\frac {\Gamma (p+n)}{\Gamma (p)}}=p(p+1)\cdots (p+n-1),}
где {\displaystyle \Gamma } — гамма-функция (при n = 0 по определению (p)n = 1). Тогда гипергеометрическую функцию можно представить в виде
{\displaystyle F(a,b;c;z)=\sum _{n=0}^{\infty }{\frac {(a)_{n}(b)_{n}z^{n}}{(c)_{n}n!}}.}
Обозначение {\displaystyle _{2}F_{1}(a,b;c;z)} указывают, что есть два параметра, a и b, «идущие в числитель», и один, c, «идущий в знаменатель». На границе {\displaystyle |z|=1} ряд, через который определяется гипергеометрическая функция, абсолютно сходится, если действительная часть суммы {\displaystyle a+b-c<0}, условно сходится при {\displaystyle z\neq 1}, {\displaystyle 0\leq a+b-c<1} и расходится, если {\displaystyle a+b-c\geq 1}. Второе линейно независимое решение дифференциального уравнения Эйлера имеет вид
{\displaystyle \ z^{1-c}F(b-c+1,a-c+1;2-c;z)}
Оно имеет особую точку при {\displaystyle z=0} и справедливо при всех неположительных {\displaystyle c} {\displaystyle (c=0,-1,-2,\ldots )}.
Интегральное представление для гипергеометрической функции при {\displaystyle {\text{Re}}(c)>{\text{Re}}(b)>0} (формула Эйлера) может быть записано следующим образом:
{\displaystyle F(a,b;c;z)={\Gamma (c) \over \Gamma (b)\Gamma (c-b)}\int \limits _{0}^{1}t^{b-1}(1-t)^{c-b-1}(1-tz)^{-a}\,dt,}
где {\displaystyle \Gamma (x)} — гамма-функция Эйлера. Это выражение представляет собой однозначную аналитическую функцию на комплексной {\displaystyle z}-плоскости с разрезом вдоль действительной оси от {\displaystyle 1} до {\displaystyle \infty } и обеспечивает аналитическое продолжение на всю комплексную плоскость для гипергеометрического ряда, сходящегося лишь при {\displaystyle \left|z\right|<1}.

## Частные значения приz= 1 / 2
Вторая теорема суммации Гаусса выражается формулой:
{\displaystyle _{2}F_{1}\left(a,b;{\tfrac {1}{2}}\left(1+a+b\right);{\tfrac {1}{2}}\right)={\frac {\Gamma ({\tfrac {1}{2}})\Gamma ({\tfrac {1}{2}}\left(1+a+b\right))}{\Gamma ({\tfrac {1}{2}}\left(1+a)\right)\Gamma ({\tfrac {1}{2}}\left(1+b\right))}}.}
Теорема Бейли выражается формулой:
{\displaystyle _{2}F_{1}\left(a,1-a;c;{\tfrac {1}{2}}\right)={\frac {\Gamma ({\tfrac {1}{2}}c)\Gamma ({\tfrac {1}{2}}\left(1+c\right))}{\Gamma ({\tfrac {1}{2}}\left(c+a\right))\Gamma ({\tfrac {1}{2}}\left(1+c-a\right))}}.}

## Запись других функций через гипергеометрическую
Важным свойством гипергеометрической функции является то, что из неё могут быть получены многие специальные и элементарные функции при определённых значениях параметров и преобразовании независимого аргумента.

### Примеры
- {\displaystyle \left(1+x\right)^{n}=F(-n,b;b;-x)}
- {\displaystyle x^{n}=F\left(-n,b;b;1-x\right)}
- {\displaystyle {1 \over x}\ln(1+x)=F(1,1;2;-x)}

{\displaystyle {1 \over x}\arcsin(x)=F\left({\frac {1}{2}},{\frac {1}{2}};{\frac {3}{2}};x^{2}\right)}
- {\displaystyle e^{x}=\lim _{n\to \infty }F\left(1,n;1;{x \over n}\right)}
- {\displaystyle \cos x=\lim _{a,\;b\to \infty }F\left(a,b;{\frac {1}{2}};-{\frac {x^{2}}{4ab}}\right)}
- {\displaystyle \operatorname {ch} x=\lim _{a,\;b\to \infty }F\left(a,b;{\frac {1}{2}};{x^{2} \over 4ab}\right)}
- Полный эллиптический интеграл первого рода:
{\displaystyle K(k)=\int \limits _{0}^{\pi /2}\!{\frac {d\varphi }{\sqrt {1-k^{2}\sin ^{2}\varphi }}}={\frac {\pi }{2}}F\left({\frac {1}{2}},{\frac {1}{2}};1;k^{2}\right)}
- Полный эллиптический интеграл второго рода:
{\displaystyle E(k)=\int \limits _{0}^{\pi /2}\!{\sqrt {1-k^{2}\sin ^{2}\varphi }}\,d\varphi ={\frac {\pi }{2}}F\left(-{\frac {1}{2}},{\frac {1}{2}};1;k^{2}\right)}
- Полином Лежандра:
{\displaystyle P_{n}(x)=F(n+1,-n;1;{\frac {1-x}{2}})}
- Присоединённая функция Лежандра:
{\displaystyle P_{n,\;m}(x)=(1-x^{2})^{\frac {m}{2}}{\Gamma (n+m+1) \over 2^{m}\Gamma (n-m+1)\Gamma (m+1)}F\left(n+m+1,m-n;m+1;{\frac {1-x}{2}}\right)}
- Функции Бесселя:
{\displaystyle J_{\nu }(x)=\lim _{a,\;b\to \infty }\left[{\frac {\left({\dfrac {x}{2}}\right)^{\nu }}{\Gamma (\nu +1)}}F\left(a,b;\nu +1;-{\frac {x^{2}}{4ab}}\right)\right]}
- Функция Куммера (Похгаммера), или вырожденная гипергеометрическая функция[англ.]
{\displaystyle M(a,c,z)={}_{1}F_{1}(a,c,z)=\lim _{b\to \infty }F(a,b;c;z/b)}
является решением вырожденного гипергеометрического уравнения
{\displaystyle z{\frac {d^{2}w}{dz^{2}}}+(c-z){\frac {dw}{dz}}-aw=0.}
- Вырожденная гипергеометрическая функция с целым неположительным первым аргументом представляет собой обобщённый полином Лагерра:
{\displaystyle L_{n}^{\lambda }(x)={}_{1}F_{1}(-n,\lambda ,x).}

## Тождества
- {\displaystyle 27\,(z-1)^{2}\cdot {_{2}F_{1}}\left({\tfrac {1}{4}},{\tfrac {3}{4}};{\tfrac {2}{3}};z\right)^{8}+18\,(z-1)\cdot {_{2}F_{1}}\left({\tfrac {1}{4}},{\tfrac {3}{4}};{\tfrac {2}{3}};z\right)^{4}-8\cdot {_{2}F_{1}}\left({\tfrac {1}{4}},{\tfrac {3}{4}};{\tfrac {2}{3}};z\right)^{2}=1}
- И замечательный частный случай предыдущего выражения:
{\displaystyle _{2}F_{1}\left({\frac {1}{4}},{\frac {3}{4}};\,{\frac {2}{3}};\,{\frac {1}{3}}\right)={\frac {1}{\sqrt {{\sqrt {{\frac {4}{\sqrt {2-{\sqrt[{3}]{4}}}}}+{\sqrt[{3}]{4}}+4}}-{\sqrt {2-{\sqrt[{3}]{4}}}}-2}}}}